# Río Blanco (Todos los Santos)
El río Blanco es un curso natural de agua que nace en las faldas sur del cerro Tronador de la Región de Los Ríos, fluye con dirección general oeste y luego norte hasta desembocar en el lago Todos los Santos, en la cuenca del río Petrohué.
(No debe ser confundido con el río Blanco Chico que fluye en el faldeo oeste del Monte Tronador, en un valle de dirección noreste a suroeste, y desemboca directamente en el lago Todos los Santos.)

## Trayecto
El río Blanco es el río principal de una pequeña cuenca que drena el sector sureste de la cuenca del lago con los ríos Esperanza, Aguas Turbias y Alerces.
El plan de manejo del parque nacional Vicente Pérez Rosales lo describe así:: 21–22 
En el sector norte de la subcuenca se origina el cauce principal, el río Blanco, que en sus inicios se denomina río Aguas Turbias, caudal que nace en un complejo hidrográfico de altura, el cual incluye humedales, como el denominado Mallín Chileno, y lagunas, todos ubicados en el límite internacional y al sur del Monte Tronador; este caudal se desplaza en dirección oeste, por un valle acotado por los faldeos de este Monte y cerro Meseta.
En el sector sur esta subcuenca está constituida por el río Esperanza y por el río La Cimbra. El primero se ubica en el sector este y presenta una hoya hidrográfica de mayor superficie, se origina en el sector este en los faldeos de la divisoria de aguas con la República Argentina y por el sureste con la divisoria de aguas que lo separa de la cuenca del río Leones, en el sector suroeste se origina en los faldeos del Cerro Cuernos del Diablo. El río La Cimbra es un afluente del río Esperanza que se origina en los faldeos norte del Cerro Cuernos del Diablo.
El río Esperanza, cauce principal de este sector, confluye en el sector La Junta con el río Blanco, punto al que también confluye el río La Junta, que es un cauce menor desde el sector suroeste.
A partir del sector La Junta el cauce principal se denomina río Blanco, el cual continúa en dirección oeste hasta el sector Bandurrias, en el intermedio de este tramo se incorpora el río Alerce, afluente que se origina en el faldeo sur del cerro La Junta y al este del cerro Vuriloche. Desde el sector Bandurrias el río Blanco toma dirección Norte para desembocar en el Lago Todos Los Santos, en ese tramo, de una extensión de nueve kilómetros aproximadamente, se incorporan a este cauce los siguiente afluentes, desde los faldeos oeste del valle, río Vuriloche en el sur, río La Mina, en el sector centro y río Bandurrias en el sector norte. Esta subcuenca, en su desembocadura forma un delta que conforma extensos humedales en el borde lacustre, junto con la desembocadura del río Peulla, son los únicos sectores de desagüe que presentan esta condición en el Lago Todos Los Santos.

## Historia
Luis Risopatrón lo describe en su Diccionario Jeográfico de Chile (1924):: 85 
Blanco (Río). Tiene agua blanca, nace de un ventisquero de las faldas SW del cerro Tronador, corre hácia el W i presenta erupciones de fango caliente en su valle; es de fácil acceso en su parte superior, se encorva al NW i N con un sinnúmero de rápidos, remolinos i palizadas, deja un cauce de unos 50 m de ancho, bordeado de densos matorrales de quila i colihue i se abre paso en un alto cordón de cerros, que dejan un angosto cajón, encerrado por paredes roqueñas, verticales i de considerable altura, de mui difícil acceso. Sigue un trecho de un kilómetro de largo, con una gran cantidad de troncos de árboles, en medio del lecho, continúa entre laderas graníticas, cortadas a pique, baja suavemente con aguas turbias lechosas, en las que aparecen numerosos bancos de arena e islas cubiertas de canutillo i concluye por vaciarseen la parte SE del lago de Todos Los Santos. Puede ser navegado por botes, en los últimos 2 a 3 kilómetros de su curso.